# Лазурін Соломон Мойсейович
Лазурін Соломон Мойсейович (справжнє прізвище Баевський) — радянський, український сценарист, кінорежисер.

## Біографія
Народився 27 травня 1899 р. в Мелітополі в родині палітурника. Закінчив гімназію у м. Валуйках Воронізької губ. (1917). Навчався в Харківському інституті народної освіти. 
З 1923 р. працював у Харкові секретарем музично-театрального відділу Народного комісаріату освіти, а в 1935–1941 рр. — художнім керівником і заступником директора Київської студії художніх фільмів.
Під час Німецько-радянської війни — кореспондент газети «Кустанайская правда», потім (до 1949 р.) — редактор Київської кіностудії. 

## Творчість
Літературну діяльність розпочав у 20-ті роки, коли співробітничав у кіножурналі ВУФКУ «Маховик». Тут були поставлені його сценарії «Хлопчик і швець», «Винахідник» (1925). Отримав премію на Всесоюзному конкурсі за сценарій стрічки «Боротьба велетнів» (1926). 
За сценаріями С. Лазуріна створено фільми: «Вендетта» (1924, у співавт.), «Ордер на арешт» (1926), «Два дні» (1927), «Очі, які бачили», «Три кімнати з кухнею» (1928), «Експонат з паноптикуму» (переробка сценарію К. Кошевського), «Двадцять п'ять тисяч» (1929), «Крокувати заважають» (1930), «Атака» (1932, у співавт. з Г. Тасіним), «Суворі дні», «Каховський плацдарм» (1933), «Інтриган» (1935), «Квартал № 14» для «Кінозбірки № 11» (1942).
Як режисер поставив фільм «Баштанська республіка» (1930).
В останні роки життя писав сценарії науково-популярних фільмів: «Зелений конвеєр» (1951), «Літні посіви люцерни» (1956) «МТС — опора колгоспного ладу» (1956), «Коли ми недбалі» (1958) тощо.
Був членом Спілки письменників УРСР. Помер 5 квітня 1959 р. в Києві.